# Ricardo Tavares
Ricardo Ferreira Tavares (sinh ngày 25 tháng 3 năm 1995) là một cầu thủ bóng đá người Bồ Đào Nha thi đấu cho UD Oliveirense, ở vị trí hậu vệ.

## Sự nghiệp bóng đá
Ngày 30 tháng 3 năm 2013, Tavares có màn ra mắt cùng với Sporting B trong trận đấu tại Giải bóng đá hạng nhất quốc gia Bồ Đào Nha 2012–13 trước Benfica B thay cho Gaël Etock (phút thứ 39).